# Phalangonyx coniceps
Phalangonyx coniceps är en skalbaggsart som beskrevs av Edmund Reitter 1889. Phalangonyx coniceps ingår i släktet Phalangonyx och familjen Melolonthidae. Inga underarter finns listade i Catalogue of Life.